# Liste der Einträge im National Register of Historic Places im Grundy County (Tennessee)
Diese Liste der Einträge im National Register of Historic Places im Grundy County (Tennessee) enthält alle im Grundy County, Tennessee in das National Register of Historic Places eingetragenen Gebäude, Bauwerke, Objekte, Stätten oder historischen Distrikte.
Diese Liste entspricht dem Bearbeitungsstand des National Park Service/National Register of Historic Places vom 4. Oktober 2024.

## Legende
| NRHP | Historic Place             |
| HD   | National Historic District |

## Aktuelle Einträge
| [ 2 ] | Name                                               | Bild                                               | Eintragsdatum                 | Lage | Ort               | Beschreibung |
| ----- | -------------------------------------------------- | -------------------------------------------------- | ----------------------------- | --- | ----------------- | ------------ |
| 1     | Beersheba Springs Historic District                | Beersheba Springs Historic District                | 20. März 1980 ID-Nr. 80003801 | Tennessee State Route 56 35° 28′ 0″ N, 85° 39′ 23″ W                                                                | Beersheba Springs |              |
| 2     | Christ Episcopal Church                            |                                                    | 24. Apr. 2015 ID-Nr. 15000186 | 530 10th St. 35° 15′ 28,4″ N, 85° 44′ 9,2″ W                                                                        | Tracy City        |              |
| 3     | Coalmont Bank Building                             | Coalmont Bank Building                             | 14. März 1991 ID-Nr. 91000246 | an der Kreuzung der Tennessee State Route 56 und der Heidenburg Street 35° 20′ 21″ N, 85° 42′ 11,8″ W               | Coalmont          |              |
| 4     | DuBose Memorial Church Training School             | DuBose Memorial Church Training School             | 25. Nov. 1980 ID-Nr. 80003802 | Fairmont und College Sts. 35° 14′ 29″ N, 85° 49′ 38″ W                                                              | Monteagle         |              |
| 5     | Firescald Creek Stone Arch Bridge                  | Firescald Creek Stone Arch Bridge                  | 1. Apr. 1987 ID-Nr. 87000522  | Northcutts Cove Rd. über den Firescald Creek 35° 26′ 45″ N, 85° 43′ 45,8″ W                                         | Altamont          |              |
| 6     | Grundy Lakes Historic District                     |                                                    | 1. Apr. 1987 ID-Nr. 87000538  | Grundy Lakes State Park, östlich der Tennessee State Route 56 35° 16′ 11″ N, 85° 43′ 0″ W                           | Tracy City        |              |
| 7     | E.L. Hampton House                                 | E.L. Hampton House                                 | 1. Apr. 1987 ID-Nr. 87000528  | Depot und Oak Street 35° 15′ 30″ N, 85° 44′ 27″ W                                                                   | Tracy City        |              |
| 8     | Hickory Creek Stone Arch Bridge                    | Hickory Creek Stone Arch Bridge                    | 1. Apr. 1987 ID-Nr. 87000526  | Sherwood Rd. übert den Hickory Creek 35° 28′ 35″ N, 85° 50′ 47″ W                                                   | Marvin Chapel     |              |
| 9     | Highlander Folk School Library Building            | Highlander Folk School Library Building            | 5. Okt. 2022 ID-Nr. 100007964 | 120 Old Highlander Lane 35° 15′ 18″ N, 85° 48′ 32,8″ W                                                              | Monteagle         |              |
| 10    | Marugg Company                                     | Marugg Company                                     | 1. Apr. 1987 ID-Nr. 87000527  | 35 Depot Street 35° 15′ 40″ N, 85° 44′ 17,9″ W                                                                      | Tracy City        |              |
| 11    | Monteagle Sunday School Assembly Historic District | Monteagle Sunday School Assembly Historic District | 25. März 1982 ID-Nr. 82003974 | in der Nähe der U.S. Route 41 in Tennessee, U.S. Route 64 und Tennessee State Route 56 35° 14′ 38″ N, 85° 50′ 14″ W | Monteagle         |              |
| 12    | H.B. Northcutt House                               | H.B. Northcutt House                               | 23. März 1982 ID-Nr. 82003973 | Tennessee State Route 56 35° 25′ 45″ N, 85° 43′ 26″ W                                                               | Altamont          |              |
| 13    | Northcutts Cove Chapel                             | Northcutts Cove Chapel                             | 18. Apr. 1979 ID-Nr. 79002433 | südöstlich von Altamont 35° 30′ 48″ N, 85° 45′ 0″ W                                                                 | Altamont          |              |
| 14    | Col. A.M. Shook House                              | weitere Bilder                                     | 1. Apr. 1987 ID-Nr. 87000529  | an der Kreuzung der Depot und Montgomery Sts. 35° 15′ 31″ N, 85° 44′ 26″ W                                          | Tracy City        |              |
| 15    | Stagecoach Inn                                     | Stagecoach Inn                                     | 2. Apr. 1987 ID-Nr. 87000524  | Colony Road 35° 23′ 58″ N, 85° 40′ 2″ W                                                                             | Gruetli           |              |
| 16    | Stagecoach Road                                    |                                                    | 1. Apr. 1987 ID-Nr. 87000521  | Savage Gulf State Natural Area, nordwestlich der Tennessee State Route 108 35° 26′ 48″ N, 85° 36′ 15,8″ W           | Beersheba Springs |              |
| 17    | Stoker-Stampfli Farm                               | Stoker-Stampfli Farm                               | 2. Apr. 1987 ID-Nr. 87000525  | Colony Cemetery Rd. 35° 23′ 32″ N, 85° 38′ 44″ W                                                                    | Gruetli           |              |
| 18    | Tracy City Coke Ovens                              |                                                    | 1. Apr. 1987 ID-Nr. 87000533  | westlich der Hobbs Hill Road 35° 16′ 34″ N, 85° 44′ 3″ W                                                            | Tracy City        |              |
| 19    | Frank White House                                  | Frank White House                                  | 1. Apr. 1987 ID-Nr. 87000530  | 10th Street 35° 15′ 20″ N, 85° 44′ 11″ W                                                                            | Tracy City        |              |
| 20    | Wonder Cave Historic District                      |                                                    | 1. Apr. 1987 ID-Nr. 87000520  | Wonder Cave Road 35° 16′ 24″ N, 85° 50′ 55″ W                                                                       | Monteagle         |              |
| 21    | L.V. Woodlee House                                 | L.V. Woodlee House                                 | 2. Apr. 1987 ID-Nr. 87000523  | Cumberland Street 35° 25′ 50″ N, 85° 43′ 21″ W                                                                      | Altamont          |              |
| 22    | Wrenn’s Nest                                       |                                                    | 13. März 1986 ID-Nr. 86000399 | Eagle Cliff Road 35° 14′ 57″ N, 85° 50′ 53″ W                                                                       | Monteagle         |              |

## Ehemalige Einträge
| [ 2 ] | Name                          | Bild                          | Eintragsdatum                 | Lage                                                                     | Ort            | Beschreibung             |
| ----- | ----------------------------- | ----------------------------- | ----------------------------- | ------------------------------------------------------------------------ | -------------- | ------------------------ |
| 1     | Elkhead Stone Arch Bridge     |                               | 19. Apr. 1978 ID-Nr. 78002593 | nördlich von Pelham                                                      | Pelham, Vorort |                          |
| 2     | Grundy County Jail            |                               | 18. Juni 1978 ID-Nr. 75001756 | in der Nähe der Tennessee State Route 56                                 | Altamont       | Im Jahr 1982 abgerissen. |
| 3     | Miner’s Hall                  |                               | 1. Apr. 1987 ID-Nr. 87000535  | Jasper Road                                                              | Tracy City     |                          |
| 4     | John E. Patton House          |                               | 1. Apr. 1987 ID-Nr. 87000540  | Roddy Creek Rd. 35° 19′ 56″ N, 85° 42′ 23″ W                             | Coalmont       |                          |
| 5     | Scott Creek Stone Arch Bridge | Scott Creek Stone Arch Bridge | 1. Apr. 1987 ID-Nr. 87000539  | über den Scott Creek an der Flat Branch Rd. 35° 18′ 17″ N, 85° 42′ 45″ W | Coalmont       |                          |